# Enciende, sintoniza, abandona

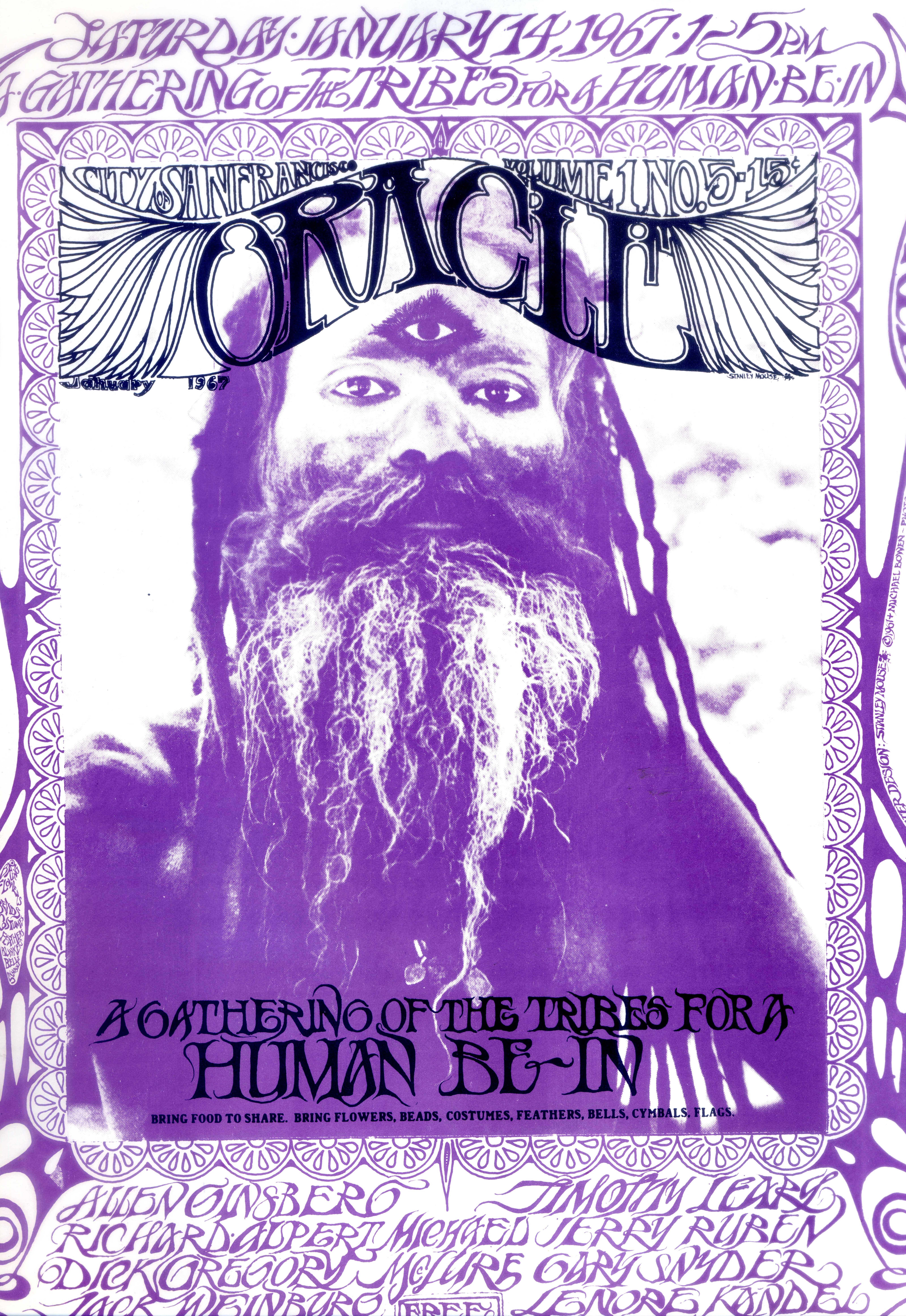
Afiche del evento A Gathering of the Tribes for a Human Be-In en donde Leary pronunció la frase el 14 de enero de 1967.

Enciende, sintoniza, abandona (traducido del inglés de: Turn on, tune in, drop out) es una frase popularizada por Timothy Leary  durante el movimiento contracultural hippie al final de la década de 1960. En el contexto de la época, se argumenta que el mensaje de la frase era el de experimentar con psicodélicos y alcanzar nuevos niveles de conciencia.
Otras versiones en castellano son:
- Conecta, sintoniza, abandona[3]
- Enchúfate, sintoniza, sal (o fluye, déjate llevar)[4]
- Entrégate, sintonízate y déjate llevar[5]

## Historia
De acuerdo a Timothy Leary, en una conversación que tuvo con Marshall McLuhan, este le recomendó encontrar un latiguillo para llevar un mensaje que promoviese los beneficios del LSD. Unos días después, Leary llegó a la frase mientras se daba una ducha.
Leary grabó un LP titulado Turn on, tune in, drop out en 1966 en su mansión en Millbrook en el condado de Dutchess de Nueva York en EE. UU. El mensaje grabado con su propia voz estaba dirigido a los jóvenes. En esta grabación de una hora, Leary explica:

I have three things to say to young people who are growing up in a psychedelic world: turn on, tune in, and drop out.

Every time in the last few weeks that I’ve repeated this message—turn on, tune in, and drop out—I have been besieged by entreaties from my middle-aged friends. “You can’t say that,” they tell me. But what I’m saying is not reckless advice. It happens to be the oldest message about human wisdom: look within, find your own divinity, detach yourself from social and material struggle. 
Tengo tres cosas que decirles a los jóvenes que crecen en un mundo psicodélico: enciende, sintoniza y abandona.

Toda vez en las últimas semanas que he repetido este mensaje (enciende, sintoniza y abandona) me han asediado los ruegos de mis amigos de mediana edad. «No puedes decir eso», me dicen. Pero lo que estoy diciendo no es un consejo imprudente. Resulta ser el mensaje más antiguo sobre la sabiduría humana: mira hacia adentro, encuentra tu propia divinidad, apártate de la lucha social y material.
«Turn on, tune in, drop out» (1966)
Timothy Leary

El 14 de enero de 1967, durante el evento A Gathering of the Tribes for a Human Be-In (literalmente, Un encuentro de las tribus para un ser humano) en el parque Golden Gate de San Francisco que dio inicio al festival y concentración hippie llamada el Verano del Amor, Leary pronunció la frase en público por primera vez frente a 30 000 personas.